# Drugi zakon termodinamike
Drugi zakon termodinamike ali entropijski zakon govori o spremembi entropije sistema pri dovajanju toplote:
{\displaystyle S_{2}-S_{1}\geq \int _{T_{1}}^{T_{2}}{\frac {dQ}{T}}\!\,.}
Pri tem je S1 entropija sistema pred spremembo, torej pri temperaturi T1, S2 pa po spremembi, pri temperaturi T2. dQ je toplota, dovedena pri temperaturi T. Za reverzibilne spremembe velja enačaj, za ireverzibilne spremembe pa neenačaj.
Prvi je domnevo o drugem zakonu termodinamike postavil francoski fizik Sadi Carnot v članku leta 1824 Premisleki o gibalni moči ognja, v katerem je pripisal možnost opravljanja dela pretoku toplote med toplejšim telesom in hladnejšim telesom (glej: Carnotov izrek). 
Za črne luknje velja razširjeni entropijski zakon. Bele luknje morda kršijo drugi zakon termodinamike in zato naj ne bi obstajale.

## Formulacije drugega zakona termodinamike

### Kelvinova formulacija
Ni mogoča takšna krožna sprememba, pri kateri bi sistem prejel toploto iz toplotnega rezervoarja in oddal enako veliko delo, ne da bi se pri tem spremenilo karkoli drugega v okolici.

### Clausiusova formulacija
Ni mogoča takšna krožna sprememba, pri kateri bi se prenesla toplota s hladnejšega na toplejše telo, ne da bi se pri tem spremenilo karkoli drugega v okolici.

### TD formulacija
Toplotno energijo lahko spremenimo v mehansko delo le takrat, kadar v krožnem procesu med gibom tja in gibom nazaj pade temperatura.